# Evgenia Soboleva
Evgenia Viktorovna Soboleva-Khokhriakova (em russo:  Евгения Викторовна Соболева-Хохрякова; Kirishi, 26 de agosto de 1988) é uma jogadora de polo aquático russa, medalhista olímpica.

## Carreira
Soboleva disputou três edições de Jogos Olímpicos pela Rússia: 2008, 2012 e 2016. Seu melhor resultado foi a medalha de bronze nos Jogos do Rio de Janeiro.